# Hedya nubiferana
Hedya nubiferana es una especie de polilla del género Hedya, tribu Olethreutini, familia Tortricidae. Haworth lo describió por primera vez en 1811.

## Descripción
La envergadura es de 15-21 milímetros.

## Distribución
Se distribuye por Europa.